# 文王操
〈文王操〉，古琴曲，又名〈文王思士〉、〈文王〉、〈呂望興周〉，意取「周文王思得賢士與之治理天下」。現存曲譜中首見於《謝琳太古遺音》，今有成公亮依《梧岡琴譜》打譜並演奏的版本。

## 史料
被收錄於《謝琳太古遺音》、《黃士達太古遺音》、《琴譜正傳》、《西麓堂琴統》、《步虛僊琴譜》、《重修真傳琴譜》、《琴書大全》、《琴苑心傳全編》、《自遠堂琴譜》等譜中。

## 相關故事
- 孔子曾向師襄學習〈文王操〉[5]

## 演奏版本
- 《梧岡琴譜》，成公亮打譜並演奏。曾用於電視劇《孔子》的配樂。[3][4]

## 外部連結
- YouTube上的〈文王操〉，成公亮演奏，收錄於《如是寧靜》